# Gorkij Filmstúdió
A Gorkij Filmstúdió (oroszul: Киностудия им. М. Горького) Oroszország egyik nagy múltú, jelentős filmvállalata Moszkvában. A Szovjetunió fennállásának idején több mint 1000 filmet, köztük több klasszikussá lett alkotást készítettek falai között, számos filmjét díjjal tüntették ki különféle nemzetközi filmfesztiválokon.

## Története
1915-ben egy kosztromai illetőségű kereskedő, Mihail  Szemjonovics Trofimov „Rusz filmműhely” (Киноателье Русь) néven filmvállalatot alapított, melynek stúdiója orosz klasszikusok alkotásainak megfilmesítésére vállalkozott.
A filmipar államosításának kezdetén, 1924-ben a céget Mezsrabpom-Rusz Rt néven a Nemzetközi Munkás Segély (rövidítése: mezs-rab-pom) nevű szervezet egy részlegéhez csatolták, majd négy évvel később Mezsrabpomfilm néven állami vállalattá alakították. 1936-ban itt hozták létre a világ első, gyermekfilmek  készítésére szakosodott filmstúdióját, nevét ennek megfelelően Szojuzgyetfilmre változtatták, igazgatója éveken át Szergej Jutkevics volt.
A második világháború idején a filmgyárat Tádzsikisztánba, Dusanbe városába evakuálták és egyesítették a Tadzsikfilm vállalattal, majd Moszkvába visszaköltözése után, 1948-ban Makszim Gorkij nevét vette fel. Új filmek gyártása mellett egyre inkább a külföldi filmek szinkronizálása is a stúdió feladatai közé tartozott. 1963 és 2004 között Gyermek- és ifjúsági filmek Makszim Gorkij központi filmstúdiója néven folytatta munkáját. A Szovjetunió felbomlását a stúdiónak sikerült túlélnie, de a filmgyártás állami monopóliumának megszűnését erősen megsínylette. Gazdasági társaság formájában működik tovább.

## Néhány ismert alkotás a filmstúdió különböző korszakaiból

### Mezsrabpom-Rusz Rt
- 1924 Aelita (Аэлита), Jakov Protazanov (némafilm)
- 1926 Az anya (Мать), Vszevolod Pudovkin (némafilm)
- 1927 Szentpétervár végnapjai (Конец Санкт-Петергбурга), Vszevolod Pudovkin (némafilm)

### Mezsrabpomfilm
- 1931 Út az életbe (Путевка в жизнь), Nyikolaj Ekk (az első szovjet játékfilm, melyet hangosfilmként forgattak)
- 1934 Három dal Leninről (Три песни о Ленине), Dziga Vertov
- 1936 Grunya Kornakova (Груня Корнакова), Nyikolaj Ekk (az első szovjet színes játékfilm)

### Szojuzgyetfilm
- 1938-39 Gorkij-trilógia, Mark Donszkoj

### Gorkij Filmstúdió
- 1957 Csendes Don (Тихий Дон), Szergej Geraszimov
- 1965 Húszéves vagyok (Мне двадцать лет), Marlen Hucijev
- 1967 A kommisszár (Комиссар), Alekszandr Aszkoldov
- 1973 Csendesek a hajnalok (А зори здесь тихие), Sz. Rosztockij
- 1973 A tavasz 17 pillanata (Семнадцать мгновений весны), Julian Szemjonov és Tatjana Lioznova (az  egyik legsikeresebb tv-film sorozat volt)

(A filmek után a rendező neve olvasható.)